# Friedrich Gottlieb Klopstock

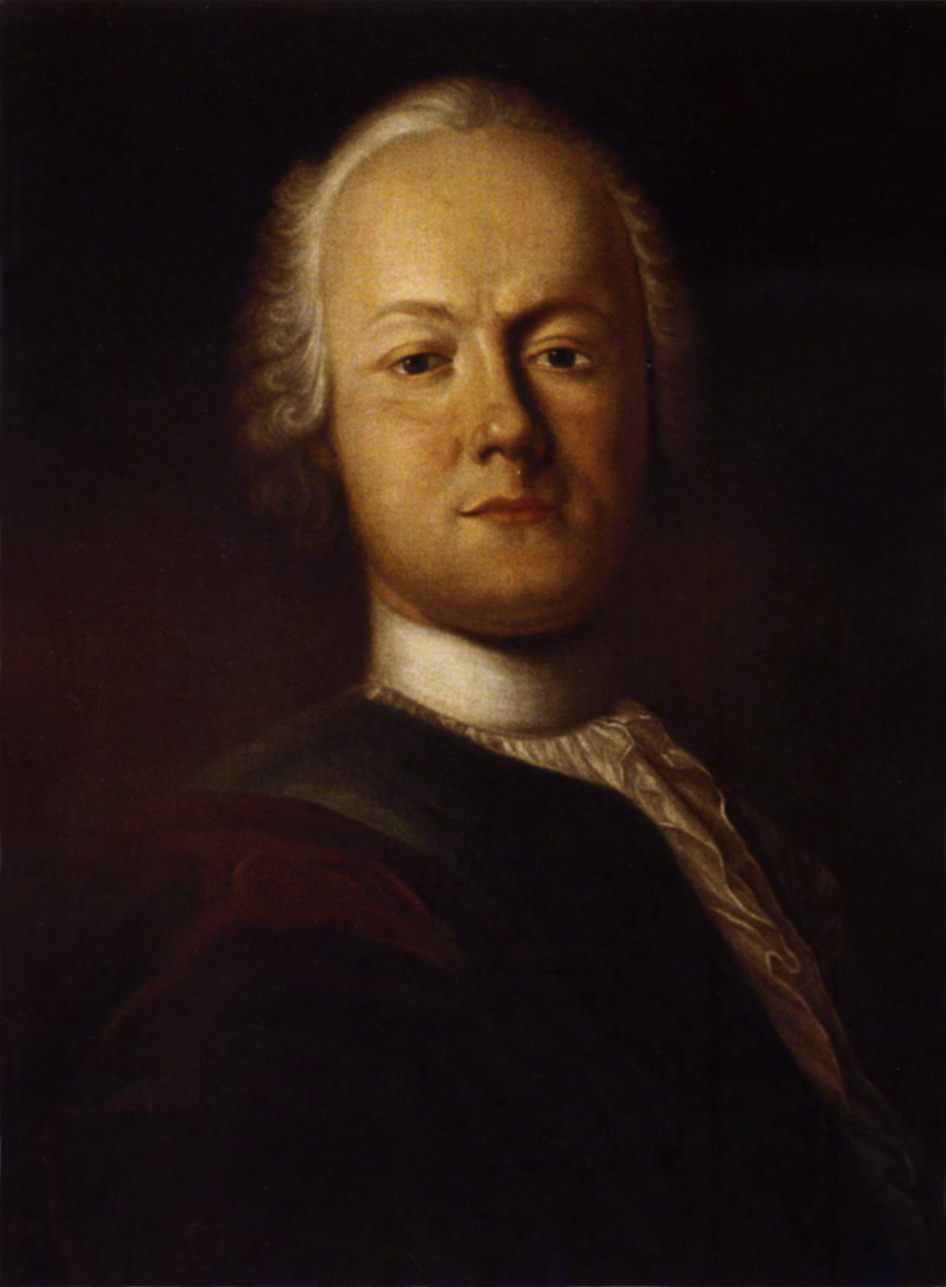
Friedrich Gottlieb Klopstock målad av Johann Caspar Füssli.

Friedrich Gottlieb Klopstock, född 2 juli 1724 i Quedlinburg, död 14 mars 1803 i Hamburg, var en tysk diktare och psalmförfattare.

## Biografi
Klopstock tog djupa religiösa intryck från föräldrahemmet fördjupade under hans gymnasietid i Schulpforta 1739–1745. De klassiska språkstudierna eggade hans litterära ambition och inspirerad av John Miltons Paradise lost beslöt han att skriva ett religiöst epos om det högsta ämne en kristen poet kunde tänka sig, Messias.
Den första skissen på prosa till Messias påbörjade Klopstock då han studerade teologi i Jena. Redan året därpå, då han flyttat till Leipzig, Tysklands dåvarande litterära centrum, valde han dock, i medveten opposition mot den franska smaken, hexametern som den värdigaste formen för sin dikt. De tre första sångerna utkom 1748 i tidskriften Bremer Beiträge, där de väckte beundran på grund av den högstämda tonen, den varma religiositeten, de livliga målningarna och det upphöjda språket.
Den berömde kritikern Johann Jakob Bodmer inbjöd Klopstock till Zürich. Inspirerad av den storslagna schweiziska naturen skrev Klopstock här en rad oden, som visar fram mot en ny epok i tysk litteratur. Hans rykte spred sig, när Fredrik V av Danmark erbjöd honom 400 thaler årligen, för att han skulle fullborda Messias, och 1751 flyttade han till Köpenhamn, där han sedan med undantag för ett avbrott 1758–1763, stannade till 1771. Först 1773 var Messias färdigt, det verk som vid sidan av Oden (1771) grundlade Klopstocks berömmelse. Den breda publiken, liksom författaren fostrad i pietismen, läste Messias mera som en religiös uppbyggelsebok. Även utanför Tyskland spred sig intresset för Klopstock. I Sverige påverkade han Thomas Thorild och Bengt Lidner.
Stor betydelse för den litterära utvecklingen hade Klopstock även genom sin "bardpoesi", det vill säga oden och dramer som förhärligade den germanska kraften. Formellt står dessa verk, som bland annat försökte ersätta klassisk mytologi med en germaniserad nordisk under inflytande av James Macpherson och Ossians sånger. Genom sin självkänsla och höga uppfattning om diktarens kall, framlagd bland annat i Die deutsche Gelehrtenrepublik (1784), bidrog Klopstock kraftigt till att höja aktningen för diktkonstens utövare. Bland de många utgåvorna av Klopstocks verk märks en praktupplaga i 7 band (1798-1809) och Sämmtliche Werke i 21 band (123-39).
Han flyttade senare till Hamburg. Han var anhängare av den franska revolutionen och utnämndes 1792 till hedersmedborgare i den franska republiken.

## Utmärkelser
Asteroiden 9344 Klopstock är uppkallad efter honom.